# Mike Dunleavy (politico)
Michael James Dunleavy, detto Mike (Scranton, 5 maggio 1961), è un politico statunitense, governatore dell'Alaska dal 2018.

## Biografia
Dunleavy nasce a Scranton, in Pennsylvania. Nel 1983 si laurea in storia alla Misericordia University e qualche anno dopo consegue un master in scienze dell'educazione alla University of Alaska Fairbanks. Si trasferisce definitivamente in Alaska nel 1983, dove ricoprirà il ruolo di insegnante e dirigente scolastico, oltre che di sovrintendente.
Iscritto al Partito Repubblicano, nel 2012 entra in politica candidandosi al Senato dell'Alaska nel distretto D, risultando eletto con il 57% dei voti. Rimarrà in carica fino al 2014, anno in cui si candida per il distretto E, dove risulta anche qui eletto.
Nel 2017 ufficializza la propria candidatura a governatore dell'Alaska in vista delle elezioni governatoriali del 2018. Si dimette perciò da membro del Senato nel gennaio di quell'anno per dare inizio alla sua campagna elettorale. Dopo aver battuto i suoi sfidanti alle primarie, alle elezioni del 6 novembre vince con il 51,4% dei voti battendo l'ex senatore democratico Mark Begich.